# 고다이바 부인 (그림)
《고다이바 부인》(영어: Lady Godiva, 레이디 고다이바)은 라파엘 전파의 스타일로 유명한 영국의 화가 존 콜리어가 1897년에 그린 유화로, 잉글랜드 코번트리의 한 마을에서 나체로 백마를 타고 돌아다니는 고다이바 부인의 외경을 묘사했다. 현재 코번트리에 위치한 허버트 미술관 및 박물관에 소장되어 있다.
《고다이바 부인》은 영국의 사회 개혁가 토마스 핸콕 넌(Thomas Hancock Nunn)의 유산으로, 그가 1937년에 사망하자 이 그림은 햄프스티드 광역 자치구에 기증되었다. 그는 유언장에서 햄프스티드가 그의 유산을 거부할 경우 이 그림을 코번트리에 기증하도록 명시했다. 그림 속 고다이바 부인은 웨스트엔드 연극의 여배우이자 미술 모델인 메이블 폴(Mab(Mabel) Paul)을 모델로 하여 그려졌다.

## 설명

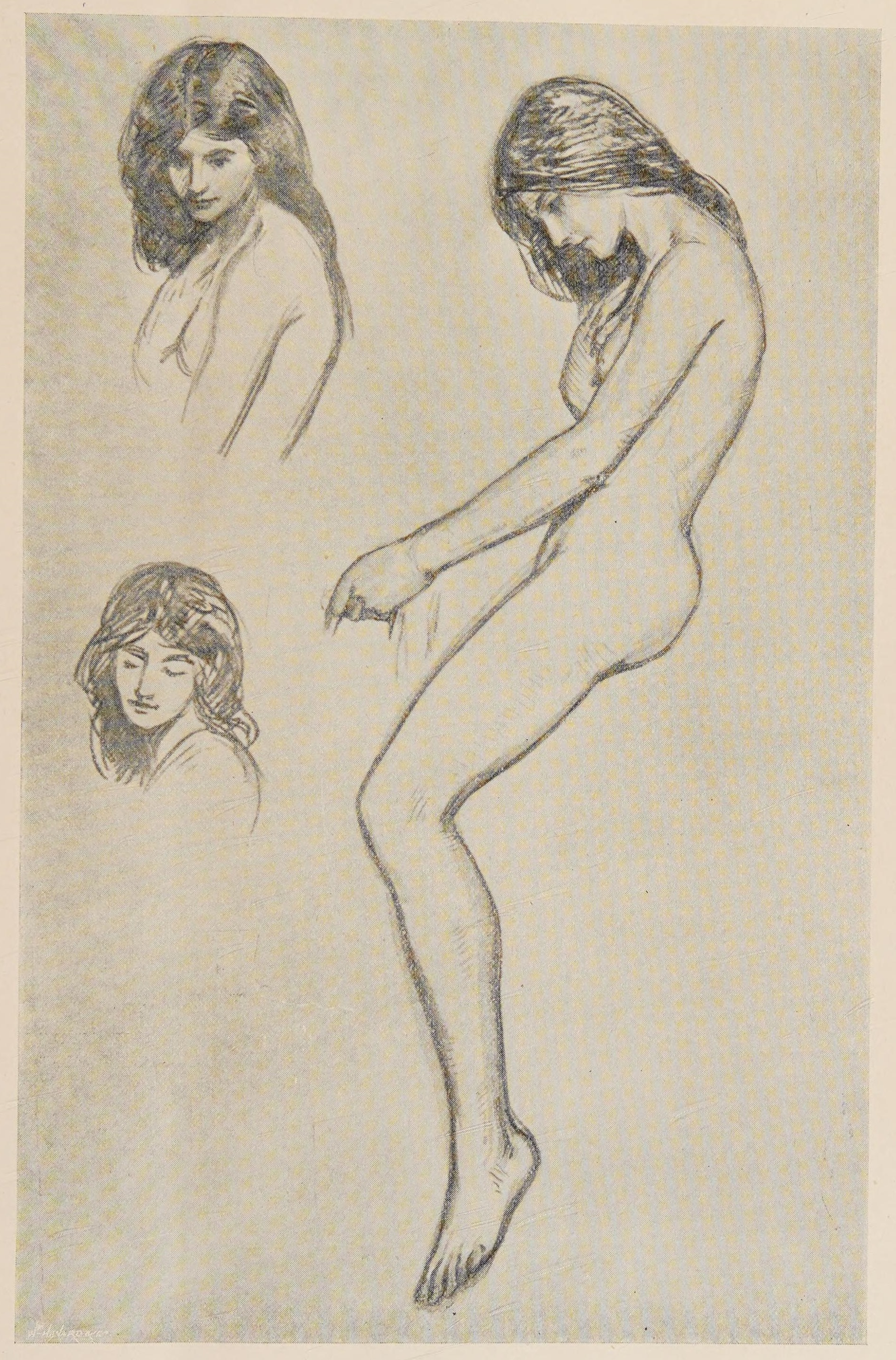
존 콜리어의 《고다이바 부인》 스케치

이 그림은 고다이바 부인과 관련된 외경을 묘사한 그림이다. 고다이바 부인은 코번트리의 시민들에게 과한 세금을 걷는 영주이자 자신의 남편인 머시아 백작 레프릭에게 힘들어하는 시민들을 위하여 세금을 감면해줄 것을 부탁하였다. 그러나 이를 귀찮고 업신여긴 레프릭 영주는 고다이바 부인에게 백성들을 생각하는 마음이 진심이라면 그 진심을 몸소 보여줄 것을 제안하였고 그 제안으로 나체의 상태로 말을 타고 마을을 한 바퀴 돌아오면 세금 감면을 고려해보겠다고 말했다. 백작 부인이라는 고귀한 신분으로 나체로 돌아다니는 것은 엄청난 수치심이었으나 고다이바 부인은 고심 후 그 제안을 받아들이기로 한다. 이에 큰 감동을 받은 시민들은 그녀가 나체로 말을 타고 마을을 돌아다니는 동안 아무도 그녀의 나체를 보지 않기로 한다. 따라서 작품 속에는 고다이바 부인 말고는 다른 인물을 찾아볼 수 없으며 거리의 건물들도 문과 창문을 다 굳게 닫은 듯 보인다.
겉보기에 단순한 이 그림의 구성은 젊은 여성이 늠름한 백마를 타고 있는 모습을 묘사하고 있다.(말의 색깔은 여성의 순결, 순수함, 미덕을 상징한다고 추측된다.) 백마는 금실로 장식된 붉은 망토를 두르고 있다.
작품 속 고다이바는 이상적인 비율로 아름답고 우아한 여성으로 묘사되었다. 그녀의 붉은빛을 띤 긴 갈색 머리카락이 가슴을 덮고 있다. 마치 아무도 그녀를 쳐다보지 않는다는 것을 아는 듯 그녀의 몸은 편안하고 어깨는 긴장이 풀어진 듯 하지만 자신의 처지가 부끄러운 듯 그녀는 얼굴이 붉어지고 고개를 숙이고 있다.(일부 예비 스케치에서는 그녀의 얼굴이 관람자 쪽으로 향하고 있다.) 그녀가 몸에 착용한 유일한 장신구는 고삐를 잡은 왼손에 끼고 있는 결혼반지이다. 푸른빛의 누드는 라파엘 전파 화가들의 작품뿐 아니라 다른 낭만주의 사조와도 밀접하게 연관되어 있으며, 성적이고 관능미가 넘치는 감각을 구현한다.
부드러운 색상이 주를 이루는 배경에는 앵글로색슨 봉건 도시 구조의 주택들이 보인다. 고다이바와 그녀의 남편 레프릭 영주가 자금을 대어 건설한 베네딕도회 수도원의 문도 보인다. 작품의 두 번째 배경이라 할 수 있는 부드러운 색상의 도시 전망이 오른쪽 상단 모서리에 펼쳐졌는데, 콜리어는 여기에 원근법과 깊이감, 공간감을 활용했다. 그는 멀리 있는 건물의 윤곽이 흐릿해지도록 일종의 대기 원근법을 사용했다. 이 그림에는 전설에 따르면 고디바를 몰래 엿보다가 실명한 재단사인 피핑 톰이 묘사되어 있지는 않다.